# Société de développement industriel et minier du Congo
La SODIMICO, ou Société de développement industriel et minier du Congo, est une société d'exploitations minières de la province du Katanga en République démocratique du Congo. Elle était détenue jusqu'en 1983, à 85 % par la Nippon Mining Company, compagnie japonaise. Aujourd'hui, la SODIMICO est une entreprise publique basée sur un modèle similaire à la Gécamines et est détentrice de mines de cuivre à ciel ouvert de près de 6 000 km² dans la plaine du Haut-Katanga près de la frontière zambienne. En 1980, ces réserves étaient évaluées à 110 millions de tonnes de minerais, dont 30 millions de tonnes exploitables avec une teneur moyenne de cuivre de 3 % à Musoshi et 4 % à Tshisenda.
La Presidente du Conseil d'Administration de la Sodimico se nomme : OPANGO ONYA SOMBO Victorine 